# Vojtěch Tittelbach

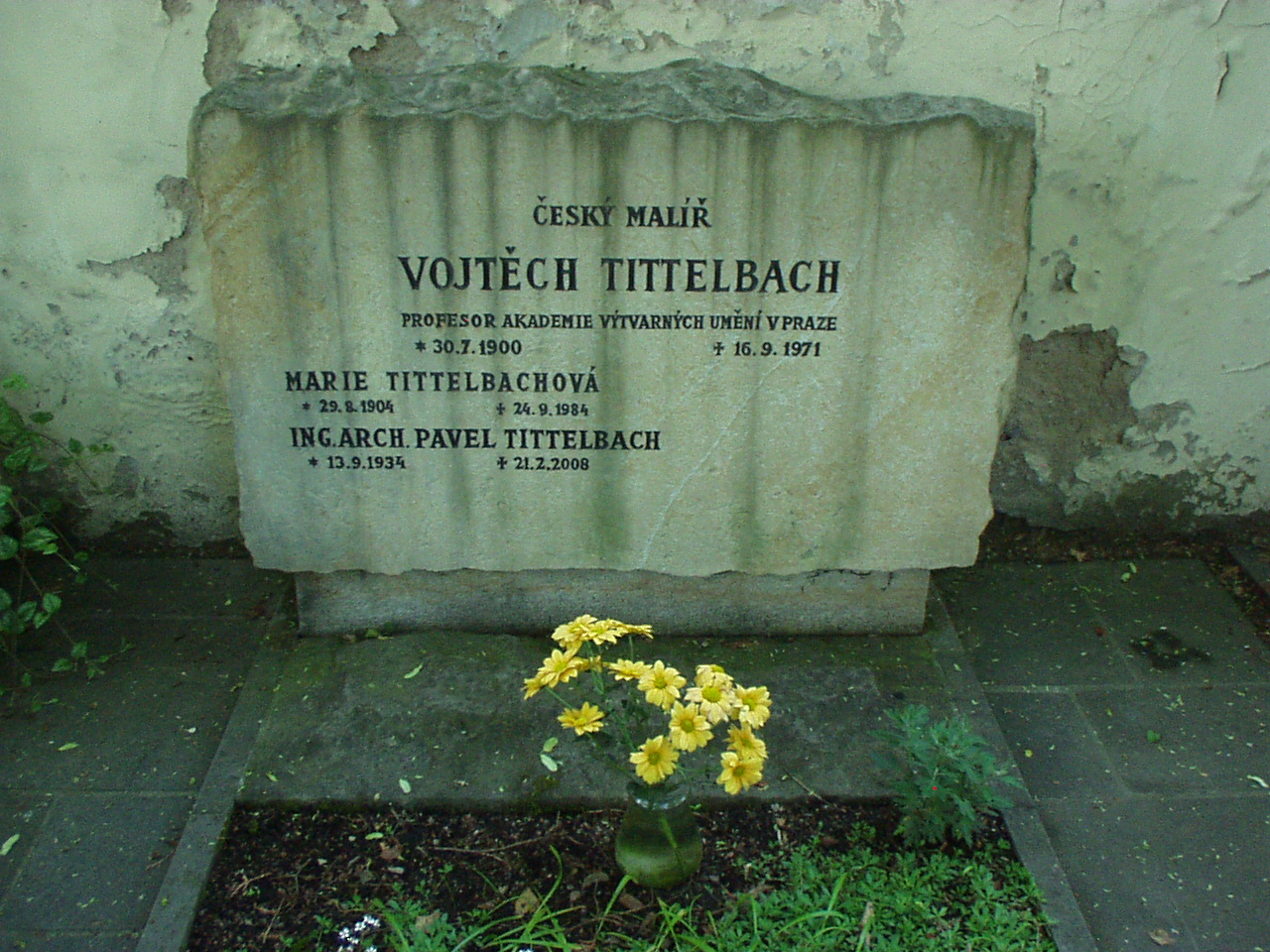
Hrob Vojtěcha Tittelbacha na pražském Šáreckém hřbitově

Vojtěch Tittelbach (30. července 1900 Mutějovice – 16. září 1971 Praha) byl český malíř, grafik a vysokoškolský pedagog.

## Život
Pocházel z Rakovnicka, narodil se v rodině učitele Viléma Tittlebacha (1859–??) a jeho manželky Marie Amalie, rozené Záhoříkové (1868–??). V letech 1920–1925 absolvoval studium malířství a grafiky na AVU v Praze, kde byl žákem Maxe Švabinského. Poprvé veřejně vystoupil v roce 1924 ve studentském časopisu Trn. Byl levicového přesvědčení a již v roce 1929 podpořil Gottwaldovo bolševické vedení KSČ. Byl členem Umělecké besedy, SVU Mánes, Skupiny 58 a Svazu československých výtvarných umělců. 

### Po roce 1945
V roce 1946 podepsal  prokomunistické „Májové poselství kulturních pracovníků českému lidu!“ publikované před květnovými volbami do Ústavodárného Národního shromáždění. Tento předvolební manifest komunistů podepsalo celkem 843 kulturních pracovníků a komunisté volby vyhráli. V roce 1948 podepsal  prokomunistickou výzvu Kupředu, zpátky ni krok!, jež byla vydána dne 25. února 1948 pro podporu komunistického převratu.
Roku 1959 byl jmenován profesorem na Akademii výtvarných umění v Praze, kde vedl ateliér pro monumentální malbu až do svého onemocnění v roce 1970.

## Dílo
Zpočátku byl ovlivněn sociální grafikou a její expresívností, později pod vlivem surrealismu (Bludný rytíř). Ve 30. letech vytvořil stěžejní abstraktní díla technikou olejomalby. Věnoval se také grafické úpravě a ilustracím knížek, pro dvě desítky knih vytvořil kresby, koláže nebo fotomontáže. Po druhé světové válce vystřídala vliv expresívního výrazu v námětech z cirkusového prostředí (V manéži) tvorba v duchu socialistického realismu.

### Socialistický realismus, ocenění
Za ilustrace k románu Marie Majerové Siréna (1951) a portréty Marie Majerové a Konstantina Biebla byl v roce 1952 oceněn státní cenou. V monumentální tvorbě se realizoval malbou na stropě vstupní haly bývalého muzea Klementa Gottwalda v Praze, kde v roce 1954 namaloval v pseudorenesančním prostředí dvě figurální skupiny symbolizující průmysl a zemědělství. Malba je na zlatém pozadí, střed stropu vyplnil Tittelbach pěticípou hvězdou se srpem a kadivem – rovněž ve zlatém poli. V téže době vytvořil na čelní stěně prvního nádvoří Hrzánského paláce mozaiku Pionýři (ta byla po roce 1989 zakryta deskou). Pro „umělecký film“ z vesnického prostředí Po noci den (1955) navrhl kostýmy. Koncem 50. let 20. století navázal na předválečnou tvorbu a dosáhl umělecké syntézy v obrazech ze sportovního a každodenního života.

## Žáci
Z jeho ateliéru na Akademii výtvarných umění vyšly v letech 1962–1970 dvě desítky absolventů. Patřili k nim Jiří Altmann, Milada Anderlová-Daňhelová, Eva Činčerová, Petr Hampl, Ludmila Jandová, Jarmila Kaušitzová, Vladivoj Kotyza, Magda Rydvalová, Eva Sendlerová, Jaroslava Severová, Karel Stretti nebo Negatu Tesfaye.

## Obrazy ve veřejných sbírkách
- Národní galerie v Praze,
- Galerie hlavního města Prahy,[10]
- Moravská galerie v Brně,[11]
- Rabasova galerie Rakovník,[12]
- Galerie moderního umění v Roudnici nad Labem.[13]